# Transcontinental média
Pour les articles homonymes, voir Transcontinental.
Médias Transcontinental (TC Média), filiale de TC Transcontinental inc., est le plus gros éditeur de matériel pédagogique en langue française au Canada. L'entreprise est aussi propriétaire de Groupe Constructo, qui recense les appels d'offres dans le domaine de la construction et diffuse un journal hebdomadaire couvrant l'industrie. En date de juin 2025, TC Média emploie plus de 300 personnes.
TC Média était autrefois le quatrième groupe de presse écrite au Canada. En 2012, l'entreprise comptait plus de 3800 employés et rejoignait plus de 18,7 millions de visiteurs uniques par mois à travers ses quelque 3500 sites web. TC Média était notamment propriétaire du Journal Métro, autrefois le quotidien le plus consulté à Montréal, et contrôlait la majorité du secteur de la presse hebdomadaire au Québec. L'entreprise s'est toutefois départi de l'ensemble de ses publications journalistiques entre 2017 et 2019,,.

## Historique
Transcontinental, la société mère de TC Média, est fondée en 1976 par Rémi Marcoux, Claude Dubois et André Kingsley, qui achètent une usine d'impression de circulaires en banlieue de Montréal. Deux ans plus tard, l'entreprise acquiert Les Messageries Publi-Maison, un distributeur de circulaires qui sera l'ancêtre du célèbre Publisac (lancé en 1986). À terme, les circulaires seront intimement liées aux activités journalistiques de TC Média.
Transcontinental se lance dans l'édition de journaux et de magazines en 1979 avec l'acquisition du journal économique Les Affaires et du magazine SIC. La filiale Publications Transcontinental, l'ancêtre direct de TC Média, est ainsi créée. D'autres titres, surtout de nature économique, seront acquis par la filiale au cours des années 1980.
L'autre prédécesseur de TC Média, Éditions Transcontinental, est créé en 1988 pour l'édition de livres.
À partir de 1995, Transcontinental se lance dans la presse écrite hebdomadaire en commençant par l'acquisition de 20 journaux du groupe Télémédia. Cinq ans plus tard, et après plusieurs autres acquisitions, Télémédia sera acheté dans son ensemble, menant à la réorganisation des activités de Transcontinental et la création de la filiale Médias Transcontinental pour gérer ce secteur. Médias Transcontinental sera renommée TC Média en 2011.
En 2001, Médias Transcontinental lance le Journal Métro avec l'aide de Metro International. Premier quotidien gratuit à Montréal, Métro deviendra le journal le plus lu de la métropole. Sous sa nouvelle identité de TC Média, l'entreprise deviendra actionnaire unique du journal en 2011.
Au fil des ans, de nombreux autres journaux sont acquis au Québec, dans les Maritimes, en Ontario et dans l'Ouest canadien,.
Le début de la décennie 2010 voit le lancement d'une guerre d'acquisitions entre TC Média et son principal concurrent dans le monde de la presse écrite locale et régionale, Québecor,. Les deux entreprises achètent tour à tour la majorité des journaux hebdomadaires du Québec. Au final, c'est TC Média qui remporte la guerre : en 2013, elle achète les 74 titres de la filiale Sun Media de Québecor.
Au terme du processus d'acquisition des journaux de Québecor et de la vente de titres réclamée par le Bureau de la concurrence,, TC Média est de loin le plus gros joueur de la presse écrite hebdomadaire, contrôlant 62 % des titres et 68 % du tirage.
La victoire n'est toutefois que de courte durée. La diminution des revenus publicitaires, qui chutent de près de 23 % entre 2013 et 2017, convainc l'entreprise de vendre l'ensemble de ses journaux locaux et régionaux. Le groupe se départit d'abord de ses titres en Atlantique, puis des 93 titres qu'il lui reste au Québec et en Ontario. Les journaux sont vendus en lots et acquis, pour la plupart, par des investisseurs locaux.
En septembre 2019, TC Transcontinental cède plusieurs publications au Groupe Contex fondé par Pierre Marcoux, un ancien président de TC Média. Le journal Les Affaires – la première publication acquise par Transcontinental – fait partie du lot, mettant un terme à une aventure qui aura duré 40 ans. Plusieurs autres publications, dont Finance et investissement, sont cédées à Newcom Media.
À partir de 2019, Transcontinental combat une vague d'opposition à la distribution en porte-à-porte du Publisac. La Ville de Mirabel est la première à l'interdire, imposant un modèle opt-in, et Montréal songe à suivre la parade. Le mouvement inquiète le monde de la presse locale : malgré la vente des journaux de TC Média, la grande majorité de ceux-ci sont toujours distribués dans le Publisac grâce à des ententes avec les nouveaux propriétaires. Les options de rechange, comme la distribution par Postes Canada, coûtent beaucoup trop cher. Malgré les représentations de l'entreprise, Montréal va de l'avant avec le modèle opt-in en 2022. L'année suivante, Transcontinental met fin à la distribution du Publisac dans l'ensemble du Québec. L'ancien sac de circulaires est remplacé par une publication papier baptisée Raddar, alors que les journaux se tournent vers le numérique et vers les points de dépôt.
En juin 2022 Transcontinental Médias annonce l'acquisition de la maison d'édition ERPI spécialisée dans l'édition scolaire. Celle-ci est conclue le 13 juin 2022 lorsque Transcontinental achète l'intégralité des actions détenues par Pearson pour 57,2 millions de dollars.

## Anciennes publications
Voici une liste des journaux, magazines et périodes autrefois édités par TC Média.

### Magazines
- Consommation et style de vie :
  - Canadian Living
  - Coup de pouce
  - Elle Canada
  - Elle Québec
  - Good Times
  - Homemakers
  - Décormag
  - Bel âge
  - Le journal du bel âge
  - Canadian Gardening
  - Fleurs, plantes, jardins
  - Style at Home
  - Western Living
  - Vancouver Magazine
  - Hockey Business News
  - The Hockey News
  - The Hockey News Yearbook
- Économie :
  - Les Affaires
  - Premium
  - A+
  - Finance et investissement
  - (en) Investment Executive
- Publication verticale :
  - Journal Constructo
  - Québec vert
- Édition sur mesure :
  - Touring

### Édition et pages internet
- Portails et sites internet :
  - Lesaffaires.com
  - Leshebdos.com
  - Mochasofa.com (anglais)
  - Coupdepouce.com
  - Mokasofa.com (français)
  - Decormag.com
  - Servicevie.com
  - Info07.com
  - Magazinemadame.ca
  - Livres.transcontinental.ca
  - Publisac.ca
  - Itbusiness.ca
  - Jardinage.net
  - Quebecvert.com
  - Journalmetro.com
- Livres :
  - Les Affaires
  - S.O.S. Boulot
  - Entreprendre
  - Gestion des ressources humaines